# Saint-Aubin-sur-Scie
Pour les articles homonymes, voir Saint-Aubin.
Saint-Aubin-sur-Scie est une commune française située dans le département de la Seine-Maritime en région Normandie.

## Géographie

### Localisation
Située à 5 km de Dieppe et traversée par la rivière la Scie, la ville connaît un développement régulier.

### Hydrographie
La commune est située dans le bassin Seine-Normandie. Elle est drainée par la Scie et le fossé du Plessis,,.
La Scie s'écoule du sud vers le nord, sur le flanc ouest du territoire communal, dont elle constitue une limite. D'une longueur de 38 km, elle prend sa source dans la commune d'Étaimpuis et se jette  dans la Manche à Hautot-sur-Mer, après avoir traversé 20 communes. 

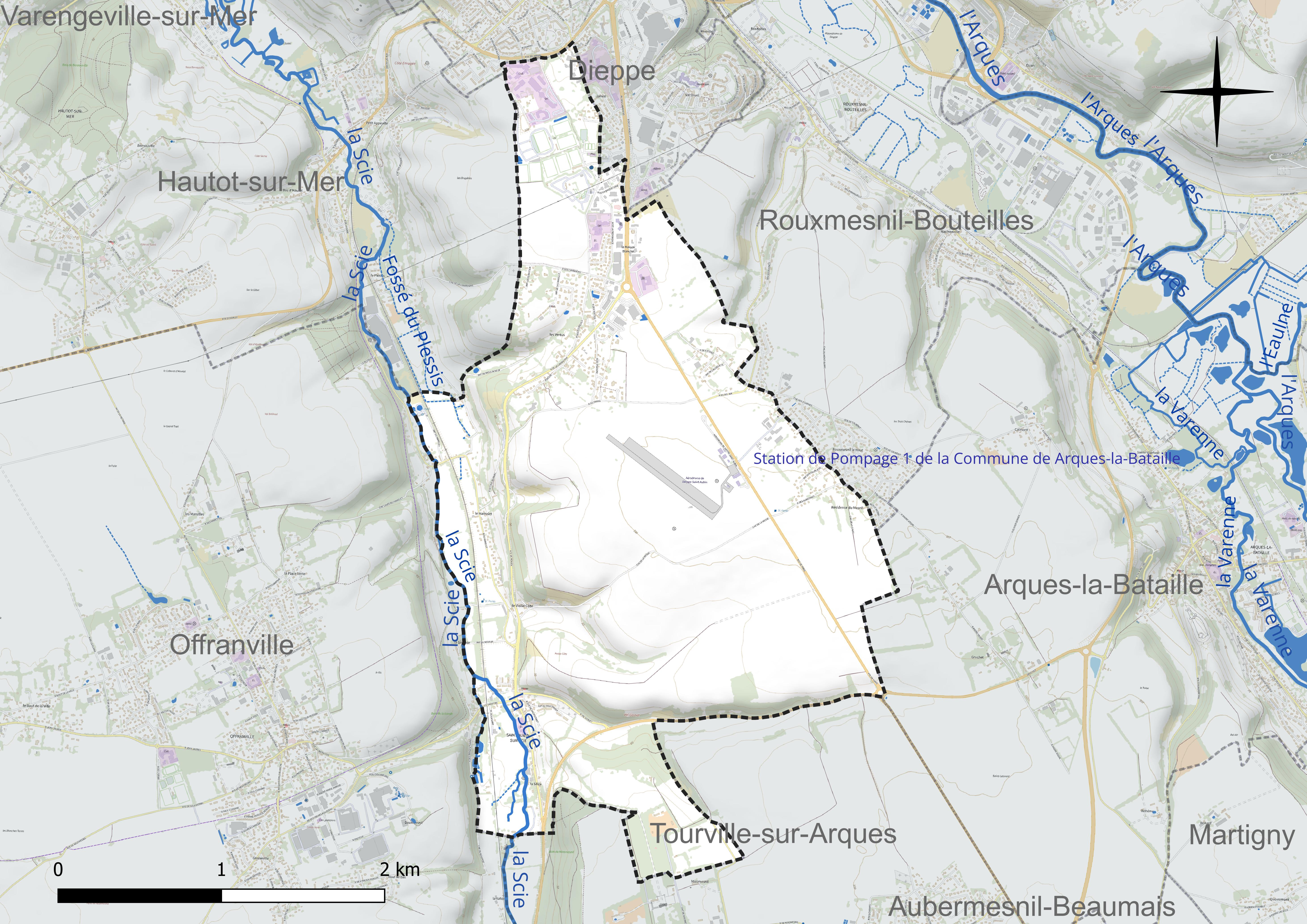
Réseau hydrographique de Saint-Aubin-sur-Scie.

### Climat
Pour des articles plus généraux, voir Climat de la Normandie et Climat de la Seine-Maritime.
En 2010, le climat de la commune est de type climat océanique franc, selon une étude du CNRS s'appuyant sur une série de données couvrant la période 1971-2000. En 2020, Météo-France publie une typologie des climats de la France métropolitaine dans laquelle la commune est exposée à un climat océanique et est dans la région climatique Côtes de la Manche orientale, caractérisée par un faible ensoleillement (1 550 h/an) ; forte humidité de l’air (plus de 20 h/jour avec humidité relative> 80 % en hiver), vents forts fréquents. Parallèlement le GIEC normand, un groupe régional d’experts sur le climat, différencie quant à lui, dans une étude de 2020, trois grands types de climats pour la région Normandie, nuancés à une échelle plus fine par les facteurs géographiques locaux. La commune est, selon ce zonage, exposée à un « climat maritime », correspondant au Pays de Caux, frais, humide et pluvieux, légèrement plus frais que dans le Cotentin.
Pour la période 1971-2000, la température annuelle moyenne est de 10,8 °C, avec une amplitude thermique annuelle de 12,7 °C. Le cumul annuel moyen de précipitations est de 911 mm, avec 13 jours de précipitations en janvier et 8,6 jours en juillet. Pour la période 1991-2020, la température moyenne annuelle observée sur la station météorologique la plus proche, située sur la commune de Dieppe à 6 km à vol d'oiseau, est de 11,3 °C et le cumul annuel moyen de précipitations est de 805,2 mm,. Pour l'avenir, les paramètres climatiques de la commune estimés pour 2050 selon différents scénarios d’émission de gaz à effet de serre sont consultables sur un site dédié publié par Météo-France en novembre 2022.

## Urbanisme

### Typologie
Au 1er janvier 2024, Saint-Aubin-sur-Scie est catégorisée ceinture urbaine, selon la nouvelle grille communale de densité à sept niveaux définie par l'Insee en 2022.
Elle appartient à l'unité urbaine de Dieppe, une agglomération intra-départementale regroupant cinq  communes, dont elle est une commune de la banlieue,,. Par ailleurs la commune fait partie de l'aire d'attraction de Dieppe, dont elle est une commune de la couronne,. Cette aire, qui regroupe 62 communes, est catégorisée dans les aires de 50 000 à moins de 200 000 habitants,.

### Occupation des sols
L'occupation des sols de la commune, telle qu'elle ressort de la base de données européenne d’occupation biophysique des sols Corine Land Cover (CLC), est marquée par l'importance des territoires agricoles (72,8 % en 2018), en diminution par rapport à 1990 (76,8 %). La répartition détaillée en 2018 est la suivante :
terres arables (40,8 %), prairies (17 %), zones urbanisées (16,2 %), zones agricoles hétérogènes (15,1 %), zones industrielles ou commerciales et réseaux de communication (9,5 %), forêts (1,5 %). L'évolution de l’occupation des sols de la commune et de ses infrastructures peut être observée sur les différentes représentations cartographiques du territoire : la carte de Cassini (XVIIIe siècle), la carte d'état-major (1820-1866) et les cartes ou photos aériennes de l'IGN pour la période actuelle (1950 à aujourd'hui).

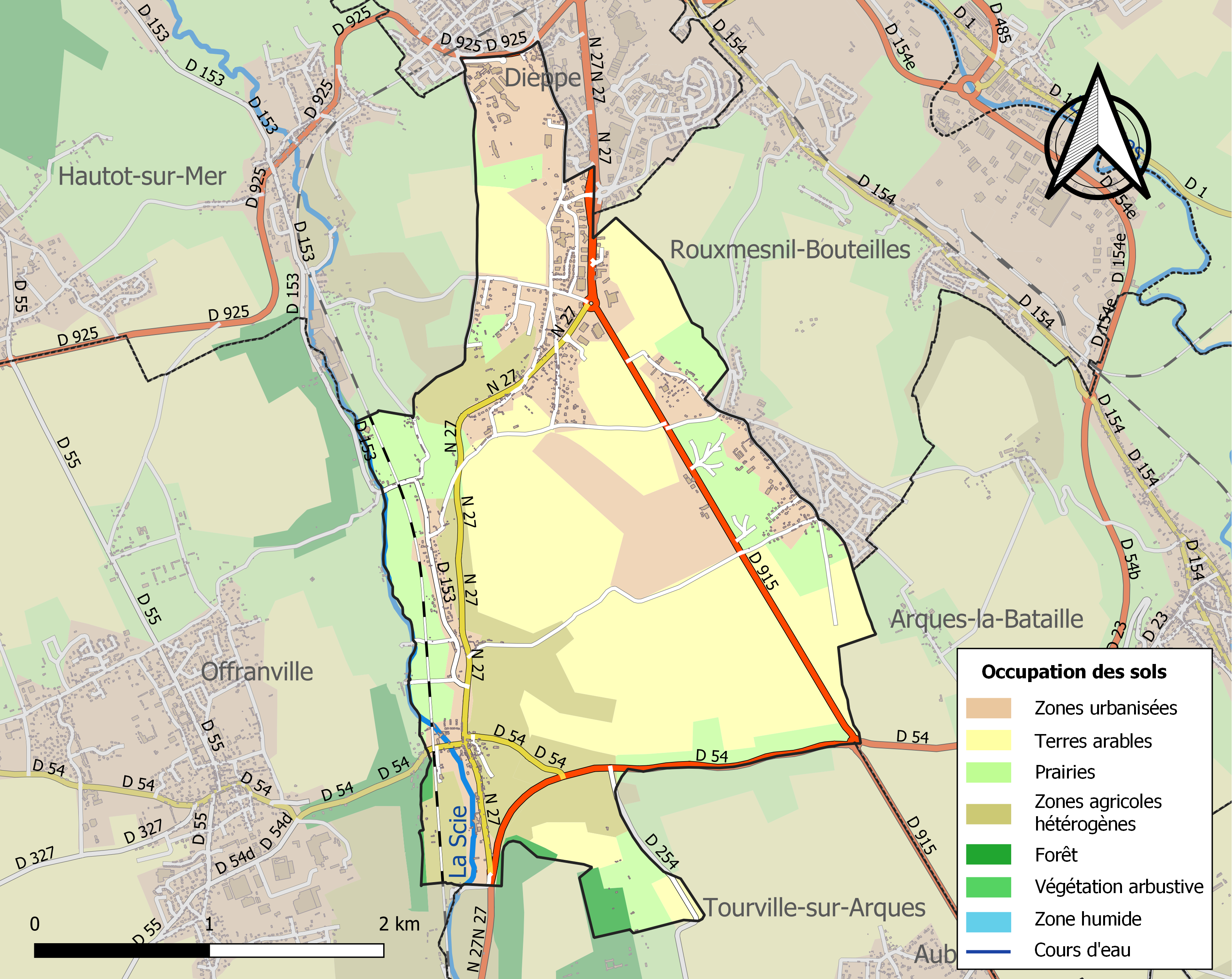
Carte des infrastructures et de l'occupation des sols de la commune en 2018 (CLC).

## Toponymie
Le nom de la localité est attesté sous la forme Ecclesia Sancti Albini en 1025 et 1026, Super Seyam en 1249, supra Sciam en 1264, super Sedam en 1269, super Sediam 1271, super Seyam entre 1269 et 1272, Saint Aubin sur Siee en 1313, Sanctus Albinus super Sedam en 1242, Sancti Albini super Syam en 1255, Ecclesia parrochia Sancti Albini supra Seyam en 1665, Saint Aubin sur Sie en 1740, Saint Aubin sur Scie en 1715, Saint Aubin en 1757, Saint Aubin sur Seine en 1788, Saint Aubin-sur-Scie en 1953.
Saint Aubin est la dédicace d'un grand nombre de communes en Normandie, il s'agit d'un ancien évêque d'Angers au VIe siècle.
La Scie est un fleuve côtier de Normandie qui se jette dans la Manche.

## Histoire
Enguerrand II de Ponthieu, alors opposé au duc Guillaume, part combattre pour soutenir Guillaume d'Arques, mais est tué le 25 octobre 1053 lors de combats livrés à Saint-Aubin-sur-Scie, comté d'Arques, duché de Normandie.

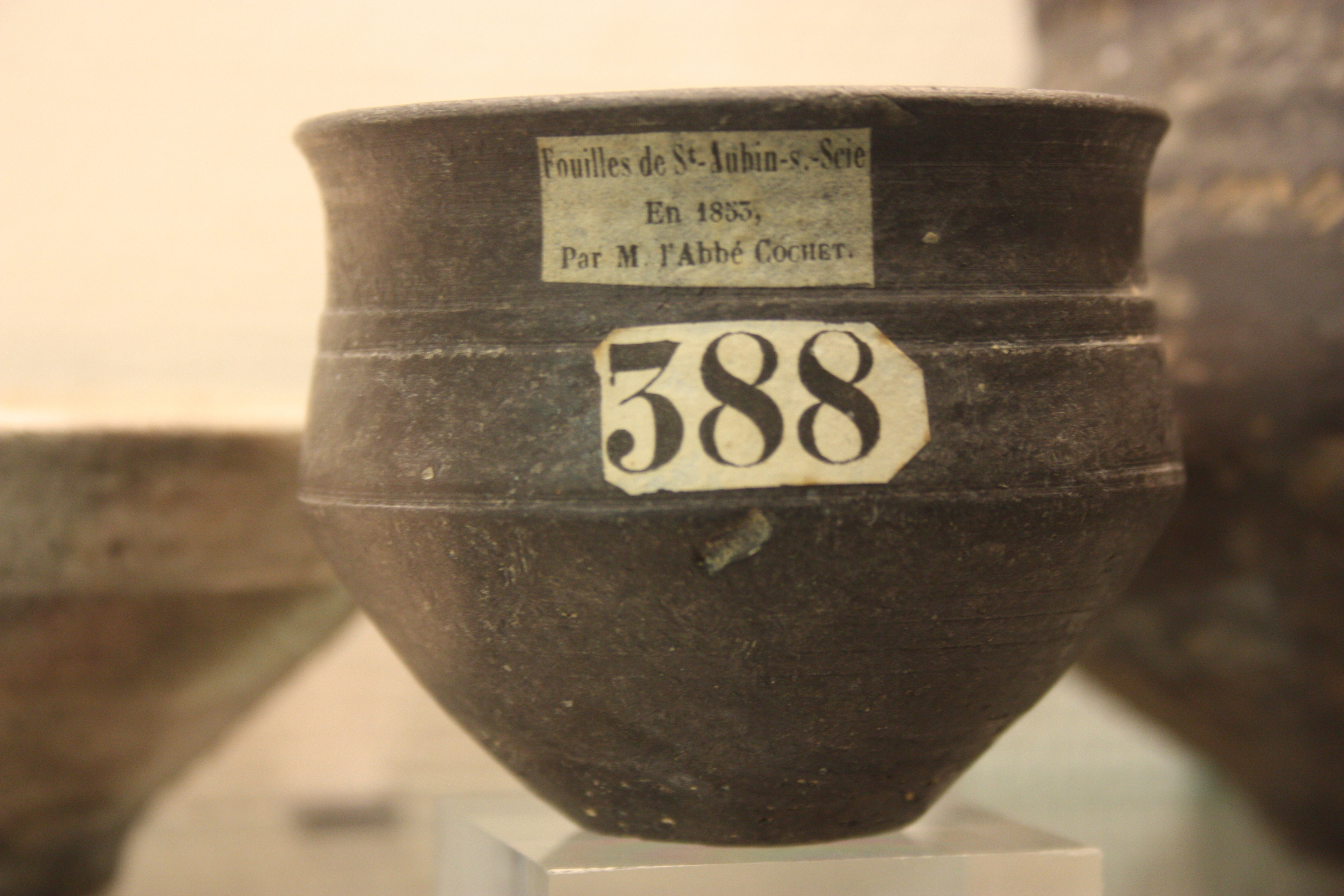
Poterie médiévale issue des fouilles de l'abbé Cochet de Saint-Aubin-sur-Scie en 1853 et déposée au musée de Normandie.
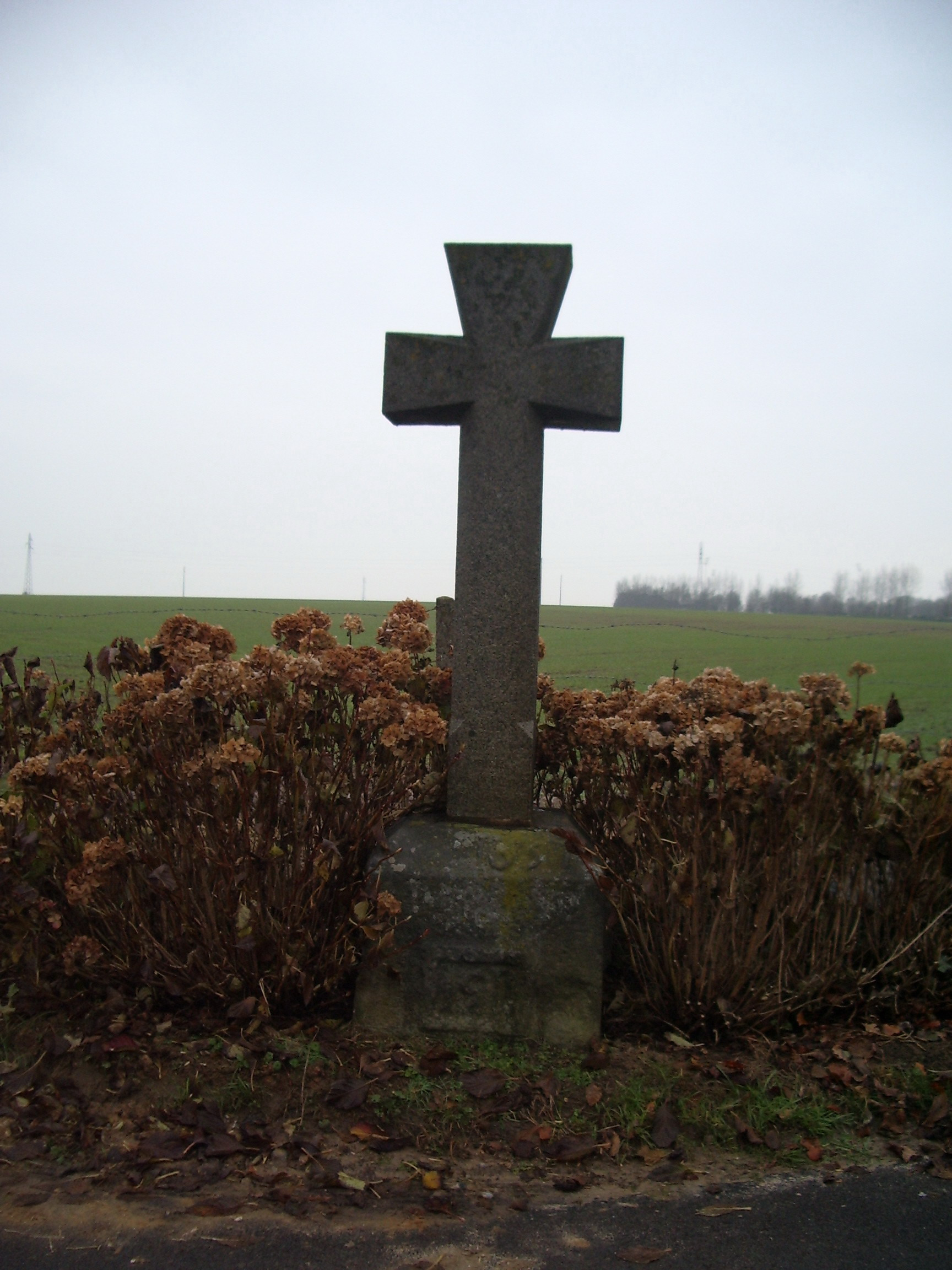
Croix de pierre en limite d'agglomération.

Sur le circuit de Dieppe se déroulèrent sept Grands Prix de 1929 à 1935.

## Politique et administration
| Période                                  | Période                    | Identité        | Étiquette | Qualité                                                                      |
| ---------------------------------------- | -------------------------- | --------------- | --------- | ---------------------------------------------------------------------------- |
| Les données manquantes sont à compléter. |                            |                 |           |                                                                              |
| 1933                                     |                            | M. Hauduc       |           |                                                                              |
| Les données manquantes sont à compléter. |                            |                 |           |                                                                              |
| juin 1995                                | mai 2020                   | Bernard Bazille | DVD       |                                                                              |
| mai 2020,                                | En cours (au 10 août 2020) | Frédéric Canto  |           | Cadre environnement Vice-président de la CA de la Région Dieppoise (2020 → ) |

## Démographie
L'évolution du nombre d'habitants est connue à travers les recensements de la population effectués dans la commune depuis 1793. Pour les communes de moins de 10 000 habitants, une enquête de recensement portant sur toute la population est réalisée tous les cinq ans, les populations de référence des années intermédiaires étant quant à elles estimées par interpolation ou extrapolation. Pour la commune, le premier recensement exhaustif entrant dans le cadre du nouveau dispositif a été réalisé en 2005.

En 2022, la commune comptait 1 215 habitants, en évolution de +12,4 % par rapport à 2016 (Seine-Maritime : +0,35 %, France hors Mayotte : +2,11 %).
| 1793 | 1800 | 1806 | 1821 | 1831 | 1836 | 1841 | 1846 | 1851 |
| ---- | ---- | ---- | ---- | ---- | ---- | ---- | ---- | ---- |
| 456  | 506  | 498  | 474  | 564  | 547  | 551  | 575  | 551  |

| 1856 | 1861 | 1866 | 1872 | 1876 | 1881 | 1886 | 1891 | 1896 |
| ---- | ---- | ---- | ---- | ---- | ---- | ---- | ---- | ---- |
| 553  | 592  | 571  | 543  | 575  | 622  | 699  | 676  | 716  |

| 1901 | 1906 | 1911 | 1921 | 1926 | 1931 | 1936 | 1946 | 1954 |
| ---- | ---- | ---- | ---- | ---- | ---- | ---- | ---- | ---- |
| 748  | 721  | 796  | 850  | 835  | 791  | 742  | 742  | 809  |

| 1962 | 1968 | 1975 | 1982  | 1990  | 1999  | 2005  | 2006  | 2010  |
| ---- | ---- | ---- | ----- | ----- | ----- | ----- | ----- | ----- |
| 832  | 861  | 966  | 1 087 | 1 111 | 1 120 | 1 208 | 1 217 | 1 129 |

| 2015  | 2020  | 2022  | - | - | - | - | - | - |
| ----- | ----- | ----- | - | - | - | - | - | - |
| 1 088 | 1 200 | 1 215 | - | - | - | - | - | - |

## Culture locale et patrimoine

### Lieux et monuments

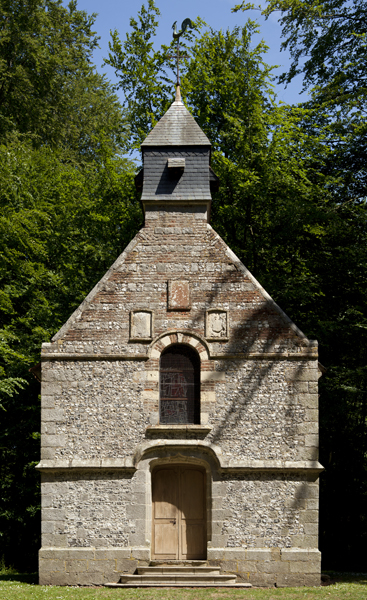
Chapelle Saint-Antoine.

#### Monument historique
La commune abrite la chapelle, classée par arrêté du 9 juillet 1957 au titre des monuments historiques, dépendant du château de Miromesnil situé sur la commune de Tourville-sur-Arques.

#### Autres lieux et monuments
La commune possède quelques bâtiments publics et privés :
- une école primaire, "Les Petits Princes", comportant deux classes (CE1+CE2 et CM1+CM2 (le CP étant à Sauqueville)).
- une école maternelle comportant plusieurs groupes portant des noms d'animaux (chat, papillons...). Une nouvelle école maternelle a été ouverte en 2016, située à côté de l'école primaire en centre bourg.
- une salle des fêtes (placée à côté de la gare ferroviaire), où se déroulent les différentes animations communales et locations privées de la salle.
- une mairie en briques rouges et roses bordée d'un petit jardin.
- un pigeonnier.
- l'église Saint-Aubin, en grès et silex, dont la rosace orne la façade qui borde la route. On y trouve des vitraux du XIXe siècle mais aussi quatre vitraux des années 1950.
- un silo en briques rouges, juxtaposé à la gare, transformé en maison d'habitation.
- une chapelle sur le hameau des Vertus dite " chapelle des Vertus" où se trouvent les statues de sainte Clotilde et de saint Onuphre.
- le cimetière militaire canadien de Dieppe est au hameau des Vertus, chemin des Jonquilles, limitrophe de la commune d'Hautot-sur-Mer).
- une tombe dans le cimetière communal concerne deux aviateurs datée du 2 juin 1940 (Commonwealth War Graves Commission).
- une pisciculture.
- des chambres d'hôtes de charme, gite, et fleuriste.

### Personnalités liées à la commune
- Jean Gaupillat (1891-1934), industriel et pilote de course automobile, y est mort accidentellement lors du Grand Prix automobile de Dieppe

### Patrimoine naturel
Site classé
- Les futaies du parc du château de Miromesnil à Saint-Aubin-sur-Scie, Tourville-sur-Arques  Site classé (1942)[29].

### Héraldique
| Armes de Saint-Aubin-sur-Scie | Les armes de la commune de Saint-Aubin-sur-Scie se blasonnent ainsi : De sinople à la fasce ondée d'argent, accompagnée en chef de deux roues de moulin et en pointe d'une gerbe liée de trois épis de blé tigés et feuillés, le tout d'or. Blason homologué par le Conseil Français d’Héraldique en 2004. |